# مطار كيمبيغودا الدولي

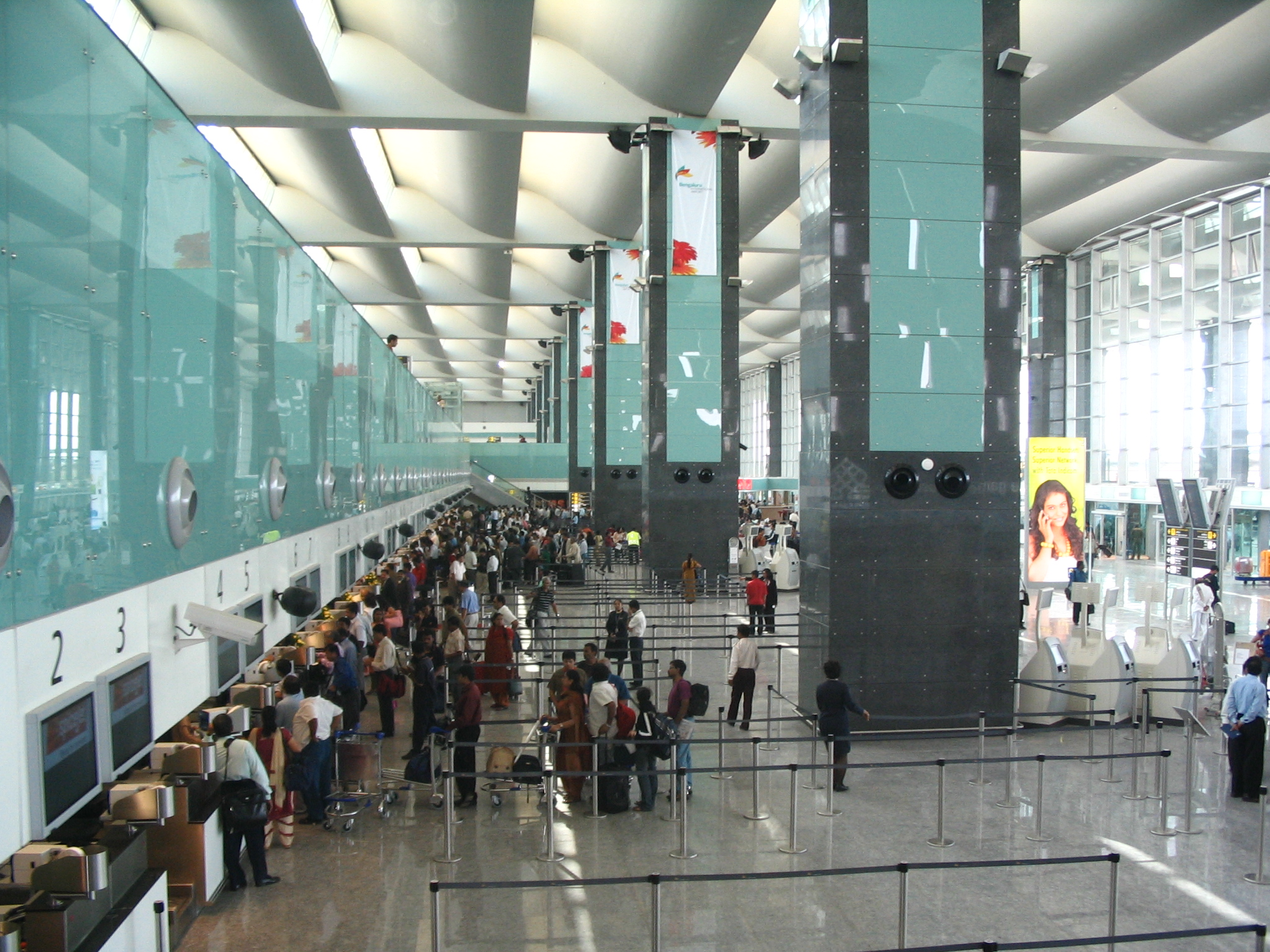
صالة تسجيل الوصول في المطار

مطار كيمبيغودا الدولي (إياتا: BLR، إيكاو: VOBL) هو مطار دولي يخدم بنغالور، عاصمة ولاية كارناتاكا الهندية. وهو ثالث أكبر مطار في الهند من حيث عدد المسافرين. تبلغ مساحة المطار أكثر من 4000 فدان (1600 هكتار)، ويقع على بعد حوالي 40 كيلومتر (25 ميل) شمال المدينة بالقرب من قرية ديفاناهالي. والمطار مملوك ويشغل بواسطة «مطار بنغالور الدولي المحدودة» (BIAL)، وهو اتحاد شراكة بين القطاعين العام والخاص. افتتح المطار في مايو 2008 كبديل لزيادة الازدحام في مطار هال، المطار التجاري الرئيسي الأصلي لخدمة المدينة. سمي المطار باسم كيمب غودا الأول، مؤسس بنغالور. أصبح مطار كيمبيغودا الدولي أول مطار يعمل بالطاقة الشمسية بالكامل كارناتاكا التي وضعتها كلينماكس الشمسية.

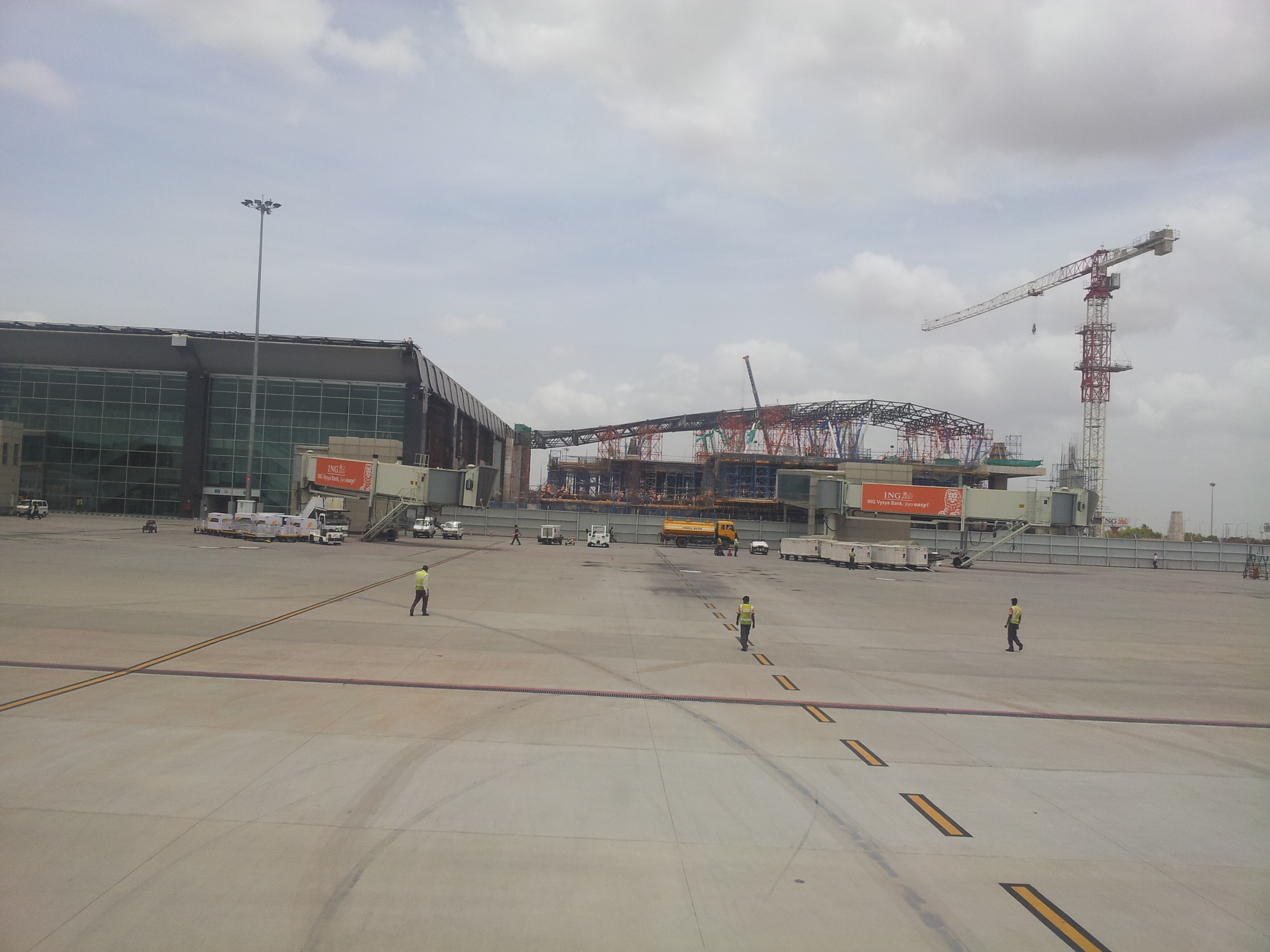
المطار في 1 يونيو 2012

## الخطوط الجوية والوجهات

### الركاب
| شركـات طيـران                     | الوجهات |
| --------------------------------- | --- |
| العربية للطيران                   | مطار الشارقة الدولي |
| الخطوط الجوية الفرنسية            | مطار باريس شارل ديغول |
| طيران الهند                       | مطار تشيناي الدولي، مطار أنديرا غاندي الدولي، مطار راجيف غاندي الدولي، مطار تشاتراباتي شيفاجي الدولي، مطار سان فرانسيسكو الدولي موسمي: مطار فيلانا الدولي |
| طيران آسيا                        | مطار كوالالمبور الدولي |
| طيران أسيا الهند                  | مطار باجدوجرا، Bhubaneswar، مطار تشيناي الدولي، مطار أنديرا غاندي الدولي، مطار غوا الدولي، Guwahati، مطار راجيف غاندي الدولي، مطار جايبور الدولي، مطار كوتشين، مطار نيتاجي سوبهاس شاندرا بوس الدولي، مطار تشودري تشاران سينغ، مطار تشاتراباتي شيفاجي الدولي، مطار بوني الدولي، Ranchi، Surat، مطار فشاكاباتنم ‏ |
| Akasa Air                         | مطار أجارتالا ‏، مطار سردار فالابهبهاي باتل الدولي، مطار باجدوجرا، Bhubaneswar، مطار تشيناي الدولي، مطار أنديرا غاندي الدولي، Goa–Mopa، Guwahati، مطار راجيف غاندي الدولي، مطار كوتشين، مطار نيتاجي سوبهاس شاندرا بوس الدولي، مطار تشودري تشاران سينغ، مطار تشاتراباتي شيفاجي الدولي، مطار بوني الدولي، مطار لال بهادور شاستري الدولي |
| Alliance Air ‏                     | مطار غوا الدولي، Gulbarga، مطار راجيف غاندي الدولي، مطار كوتشين، Vidyanagar، مطار فيجاياوادا ‏ |
| باتيك إير ماليزيا                 | مطار كوالالمبور الدولي |
| الخطوط الجوية البريطانية          | مطار لندن هيثرو |
| كاثي باسيفيك                      | مطار هونغ كونغ الدولي |
| طيران الإمارات                    | مطار دبي الدولي |
| الخطوط الجوية الإثيوبية           | مطار أديس أبابا بولي الدولي |
| الاتحاد للطيران                   | مطار أبو ظبي الدولي |
| طيران الخليج                      | مطار البحرين الدولي |
| خطوط إنديقو                       | مطار أجارتالا ‏، مطار أغرة ‏، مطار سردار فالابهبهاي باتل الدولي، Amritsar، مطار أورانجاباد ‏، مطار باجدوجرا، مطار سوفارنابومي الدولي، مطار بريلي ‏، Belgaum، Bhopal، Bhubaneswar، Chandigarh، مطار تشيناي الدولي، مطار كويمباتور الدولي، مطار باندارنيك الدولي، مطار دهرادون ‏، مطار أنديرا غاندي الدولي، مطار حمد الدولي، مطار دبي الدولي، مطار نذر الإسلام ‏، مطار غوا الدولي، Goa–Mopa، Gorakhpur، Guwahati، مطار هوبلي، مطار راجيف غاندي الدولي، Indore، مطار جايبور الدولي، مطار جودبور ‏، Kadapa، Kannur، مطار كانبور ‏، مطار كوتشين، مطار كولهابور ‏، مطار نيتاجي سوبهاس شاندرا بوس الدولي، مطار كاليكوت الدولي، مطار كرنول ‏، مطار تشودري تشاران سينغ، مطار مدورئي الدولي ‏، مطار فيلانا الدولي، مطار مانغلور الدولي ‏، مطار تشاتراباتي شيفاجي الدولي، مطار د. باباساحب أمبدكار الدولي، Patna، Port Blair ‏، مطار الله أباد ‏، مطار بوني الدولي، مطار سوامي فيفي كاناندا ‏، مطار راجا ماهندري ‏، مطار راجكوت ‏، Ranchi، Shirdi، Shivamogga (تبدأ في 11 أغسطس 2023)، مطار شانغي سنغافورة، مطار سورت ‏، مطار تريفاندروم الدولي، مطار تيروتشيرابالي الدولي، مطار تيروباتي ‏، Tuticorin، Udaipur، مطار فادودارا ‏، مطار لال بهادور شاستري الدولي، مطار فيجاياوادا ‏، مطار فشاكاباتنم ‏ موسمي: Dimapur، مطار جورهات ‏، Silchar، Srinagar |
| الخطوط الجوية اليابانية           | مطار ناريتا الدولي |
| طيران الجزيرة                     | مطار الكويت الدولي |
| الخطوط الجوية الملكية الهولندية   | مطار سخيبول أمستردام |
| الخطوط الجوية الكويتية            | مطار الكويت الدولي |
| لوفتهانزا                         | مطار فرانكفورت، مطار ميونخ الدولي (تبدأ في 3 نوفمبر 2023) |
| الخطوط الجوية الماليزية           | مطار كوالالمبور الدولي |
| الخطوط الجوية النيبالية           | مطار تريبوفان الدولي |
| الطيران العماني                   | مطار مسقط الدولي |
| كانتاس                            | مطار سيدني |
| الخطوط الجوية القطرية             | مطار حمد الدولي |
| الخطوط السعودية                   | مطار الملك عبد العزيز الدولي |
| الخطوط الجوية السنغافورية         | مطار شانغي سنغافورة |
| سبايس جيت                         | مطار باجدوجرا (تستأنف في 1 يوليو 2023)، مطار كويمباتور الدولي، Darbhanga (تستأنف في 1 يوليو 2023)، مطار أنديرا غاندي الدولي، مطار غوا الدولي، مطار قاليور ‏، مطار نيتاجي سوبهاس شاندرا بوس الدولي (تستأنف في 11 أكتوبر 2023)، Pondicherry (تستأنف في 3 يوليو 2023)، Shirdi، مطار تريفاندروم الدولي، مطار فشاكاباتنم ‏ |
| الخطوط الجوية السريلانكية         | مطار باندارنيك الدولي |
| Star Air ‏                         | Bidar، مطار كلبركة ‏، مطار هوبلي، مطار راجيف غاندي الدولي، مطار جام نجر ‏ |
| طيران آسيا (تايلاند)              | مطار دون موينغ |
| الخطوط الجوية الدولية التايلاندية | مطار سوفارنابومي الدولي |
| Thai Lion Air                     | مطار دون موينغ |
| خطوط فيرجن أتلانتيك الجوية        | مطار لندن هيثرو (تبدأ في 1 إبريل 2024) |
| فيستارا                           | مطار أجارتالا ‏ (تبدأ في 1 أغسطس 2023)، Chandigarh، مطار أنديرا غاندي الدولي، مطار غوا الدولي، Goa–Mopa (تستأنف في 10 أغسطس 2023)، Guwahati (تستأنف في 1 أغسطس 2023)، مطار راجيف غاندي الدولي (تستأنف في 10 أغسطس 2023)، مطار تشاتراباتي شيفاجي الدولي |

### الشحن
| شركـات طيـران                            | الوجهات |
| ---------------------------------------- | --- |
| AeroLogic                                | مطار سوفارنابومي الدولي، مطار فرانكفورت، مطار هونغ كونغ الدولي، مطار لايبزيغ هاله |
| Amazon Air                               | مطار كويمباتور الدولي، مطار أنديرا غاندي الدولي، مطار راجيف غاندي الدولي، مطار تشاتراباتي شيفاجي الدولي                                                                                        |
| Blue Dart Aviation                       | مطار تشيناي الدولي، مطار أنديرا غاندي الدولي، مطار نيتاجي سوبهاس شاندرا بوس الدولي، مطار تشاتراباتي شيفاجي الدولي                                                                              |
| كاثي باسيفيك                             | مطار هونغ كونغ الدولي |
| دي إتش إل للطيران                        | مطار البحرين الدولي، مطار سوفارنابومي الدولي، مطار فرانكفورت، مطار تان سون نهات الدولي، مطار هونغ كونغ الدولي، مطار لايبزيغ هاله                                                               |
| الخطوط الجوية الإثيوبية                  | مطار أديس أبابا بولي الدولي، مطار قوانغتشو باييون الدولي، مطار هونغ كونغ الدولي |
| الاتحاد للطيران                          | مطار أبو ظبي الدولي |
| إكسبراس إير كارغو                        | مطار هونغ كونغ الدولي، مطار الشارقة الدولي، مطار تونس قرطاج الدولي |
| فيديكس إكسبرس                            | مطار كولونيا بون الدولي، مطار دبي الدولي، مطار قوانغتشو باييون الدولي، مطار إنديانابوليس الدولي، مطار لييج، مطار لوس أنجلوس الدولي، مطار ممفيس الدولي، مطار باريس شارل ديغول                   |
| لوفتهانزا للشحن                          | مطار سوفارنابومي الدولي، مطار تشنغدو شوانغليو الدولي، مطار تشيناي الدولي، مطار فرانكفورت، مطار هونغ كونغ الدولي، مطار ميونخ الدولي، مطار إنتشون الدولي، مطار الشارقة الدولي، مطار طشقند الدولي |
| MASKargo                                 | مطار كوالالمبور الدولي |
| الخطوط الجوية الوطنية (الولايات المتحدة) | مطار شيكاغو روكفورد الدولي، مطار ميونخ الدولي |
| الخطوط الجوية القطرية                    | مطار حمد الدولي |
| Quikjet Cargo                            | مطار تشيناي الدولي، مطار أنديرا غاندي الدولي، مطار راجيف غاندي الدولي، مطار تشاتراباتي شيفاجي الدولي                                                                                           |
| الخطوط السعودية للشحن                    | مطار الملك عبد العزيز الدولي، مطار الملك خالد الدولي |
| خطوط سيتشوان الجوية                      | مطار تشنغدو شوانغليو الدولي، مطار تشونغتشينغ جيانغبى الدولي |
| Singapore Airlines Cargo                 | مطار سخيبول أمستردام، مطار الشارقة الدولي، مطار شانغي سنغافورة |
| الخطوط الجوية التركية                    | مطار باندارنيك الدولي، مطار الملك فهد الدولي، مطار إسطنبول أتاتورك |
| Uni-Top Airlines                         | مطار كونمينغ جانغشوي الدولي، مطار ووهان الدولي |
| خطوط يو بي إس الجوية                     | مطار كولونيا بون الدولي، مطار شينزين باوان الدولي |
| YTO Cargo Airlines                       | مطار كونمينغ جانغشوي الدولي |

## إحصائيات
شاهد source Wikidata query and sources.
| السنة | حركة الركاب | حركة الركاب  | حركة الطائرات | حركة الطائرات |
| السنة | الركاب      | نسبة التغيير | حركة الطائرات | نسبة التغيير  |
| ----- | ----------- | ------------ | ------------- | ------------- |
| 2016  | 22,187,841  | +22٫5%       | 175,891       | +19٫9%        |
| 2015  | 18,111,096  | +25٫2%       | 146,734       | +12٫9%        |
| 2014  | 14,470,900  | +13٫2%       | 130,025       | +13٫8%        |
| 2013  | 12,779,119  | +6٫4%        | 114,239       | +7٫6%         |
| 2012  | 12,010,553  | −4٫2%        | 106,175       | −10٫2%        |
| 2011  | 12,543,523  | +11٫6%       | 118,227       | +7٫3%         |
| 2010  | 11,237,468  | +19٫1%       | 110,171       | +7٫9%         |
| 2009  | 9,434,141   |              | 102,097       |               |

| الرتبة | المطار                               | الناقل                                                                                |
| ------ | ------------------------------------ | ------------------------------------------------------------------------------------- |
| 1      | مطار أنديرا غاندي الدولي             | طيران الهند، طيران أسيا الهند، Akasa Air، غو إير، خطوط إنديقو، سبايس جيت، فيستارا     |
| 2      | مطار نيتاجي سوبهاس شاندرا بوس الدولي | طيران أسيا الهند، خطوط إنديقو، سبايس جيت                                              |
| 3      | مطار تشاتراباتي شيفاجي الدولي        | طيران الهند، طيران أسيا الهند، Akasa Air، غو إير، خطوط إنديقو، فيستارا                |
| 4      | مطار راجيف غاندي الدولي              | طيران الهند، طيران أسيا الهند، Alliance Air ‏، غو إير، خطوط إنديقو، Star Air ‏، فيستارا |
| 5      | مطار كوتشين                          | طيران أسيا الهند، Akasa Air، Alliance Air ‏، غو إير، خطوط إنديقو                       |
| 6      | مطار تشيناي الدولي                   | طيران الهند، طيران أسيا الهند، Akasa Air، خطوط إنديقو                                 |
| 7      | Patna، Bihar                         | غو إير، خطوط إنديقو                                                                   |
| 8      | مطار غوا الدولي                      | طيران أسيا الهند، Alliance Air ‏، غو إير، خطوط إنديقو، سبايس جيت، فيستارا              |
| 9      | مطار سردار فالابهبهاي باتل الدولي    | طيران أسيا الهند، Akasa Air، غو إير، خطوط إنديقو                                      |
| 10     | مطار بوني الدولي                     | طيران أسيا الهند، Akasa Air، غو إير، خطوط إنديقو                                      |

| الرتبة | المطار                  | الناقل                                                 |
| ------ | ----------------------- | ------------------------------------------------------ |
| 1      | مطار دبي الدولي         | طيران الإمارات، خطوط إنديقو                            |
| 2      | مطار شانغي سنغافورة     | خطوط إنديقو، الخطوط الجوية السنغافورية                 |
| 3      | مطار حمد الدولي         | خطوط إنديقو، الخطوط الجوية القطرية                     |
| 4      | مطار أبو ظبي الدولي     | الاتحاد للطيران                                        |
| 5      | مطار سوفارنابومي الدولي | الخطوط الجوية الدولية التايلاندية، خطوط إنديقو         |
| 6      | مطار فرانكفورت          | لوفتهانزا                                              |
| 7      | مطار فيلانا الدولي      | طيران الهند، خطوط إنديقو، غو إير                       |
| 8      | مطار كوالالمبور الدولي  | طيران آسيا، باتيك إير ماليزيا، الخطوط الجوية الماليزية |
| 9      | مطار باريس شارل ديغول   | الخطوط الجوية الفرنسية                                 |
| 10     | مطار سخيبول أمستردام    | الخطوط الجوية الملكية الهولندية                        |

## روابط خارجية
- الموقع الرسمي